# Ravnets (distrikt i Bulgarien, Dobritj)
Ravnets (bulgariska: Равнец) är ett distrikt i Bulgarien.   Det ligger i kommunen Obsjtina General-Tosjevo och regionen Dobritj, i den nordöstra delen av landet, 400 km öster om huvudstaden Sofia.
Trakten runt Ravnets består till största delen av jordbruksmark. Runt Ravnets är det ganska glesbefolkat, med 24 invånare per kvadratkilometer.